# サラ・ランカスター
サラ・ランカスター（Sarah Lancaster, 1980年2月12日 - ）は、アメリカ合衆国の女優である。

## 出演作品

### テレビ
- CHUCK/チャック（エレノア・“エリー”・バトウスキー）
- しあわせの処方箋
- 恋するブライアン（マージョリー・シーヴァー）
- エバーウッド　遥かなるコロラド（マディソン・ケルナー）
- Scrubs〜恋のお騒がせ病棟
- CSI:科学捜査班
- ボストン・パブリック
- ふたりは最高！　ダーマ＆グレッグ
- ドーソンズ・クリーク

### 映画
- マーキュリー・ミッション
- バレンタイン・デイ
- ジャッジ 裁かれる判事 (2014)